# 石水創
石水 創（いしみず はじめ、1982年3月30日 - ）は、日本の実業家。北海道札幌市出身。2025年現在は石屋製菓代表取締役社長、北海道コンサドーレ札幌（株式会社コンサドーレ）代表取締役社長などを務める。
父親は石屋製菓名誉会長の石水勲。妻は元北海道放送（HBC）アナウンサーの山田泰子。

## 略歴
高校までを札幌市で過ごし、大学は東洋大学法学部経営法学科に進む。ただ本人によれば「大学までは全てスキー推薦で進学した」という。
2004年に大学を卒業して石屋製菓に入社するが、直後にイギリス及びスイスに1年間留学する。帰国後は同社役員として経営に携わる一方で、2011年からは小樽商科大学大学院（商学研究科アントレプレナーシップ専攻）で2年間起業家精神を学んだ（2013年修了）。2013年7月、父・勲の後を継いで石屋製菓社長に就任。2021年にはサザエ食品社長に就任する。
2025年1月、北海道コンサドーレ札幌の社長に就任。本人によれば、前年にコンサドーレがJ2への降格が決まったことが直接の要因だったといい「J2に降格していなかったら、社長就任はなかった」と語っている。以後は前任の三上大勝の退任などを進める一方で、経営再建に向けた増資などの施策を矢継ぎ早に打ち出している。

## 年譜
- 2004年：石屋製菓に入社
- 2006年：石屋製菓取締役
- 2008年：石屋製菓常務
- 2009年：石屋製菓専務
- 2010年：石屋製菓副社長
- 2013年7月：石屋製菓代表取締役社長（現職）
- 2021年：サザエ食品代表取締役社長（現職）
- 2025年1月：北海道コンサドーレ札幌代表取締役社長（現職）

## メディア出演
- 明石家さんまと日本の社長（フジテレビ、2025年8月9日）[7]